# Консу (озеро)
Ко́нсу (эст. Konsu järv) — озеро в волости Иллука уезда Ида-Вирумаа, Эстония.
Расположено в трёх километрах от деревни Куремяэ. Крупнейшее из Куртнаских озёр. Объём воды — 7,9 млн м³. Площадь поверхности — 1,386 км². Высота над уровнем моря — 41,4 м. По легенде озеро выкопал богатырь Калевипоэг (или оно образовалось в следе от его сапога). На самом деле, озеро имеет ледниковое происхождение и образовалось при таянии ледника в образованной им вмятине.